# Xysticus desidiosus
Xysticus desidiosus là một loài nhện trong họ Thomisidae.
Loài này thuộc chi Xysticus. Xysticus desidiosus được Eugène Simon miêu tả năm 1875.